# Volîțea, Jovkva
Volîțea (în ucraineană Волиця) este o comună în raionul Jovkva, regiunea Liov, Ucraina, formată numai din satul de reședință.

## Demografie
Componența lingvistică a comunei Volîțea
     Ucraineană (99,78%)
     Alte limbi (0,22%)
Conform recensământului din 2001, majoritatea populației comunei Volîțea era vorbitoare de ucraineană (99,78%), existând în minoritate și vorbitori de alte limbi.